# 2-й Алтуфьевский путепровод
Второ́й Алту́фьевский путепрово́д — путепровод, который является составной частью Алтуфьевского шоссе Северо-Восточного административного округа Москвы. Проходит над соединением улицы Декабристов и Поморской улицы в московских районах Отрадное и Алтуфьевский.
Расположен на месте деревни Слободка. Железнодорожная платформа на Бескудниковской железнодорожной ветке с одноимённым названием существовала поблизости до середины 1980-х.
Был открыт в 1977 году на месте автомобильного переезда через линию Бескудниковской пассажирской ветки Московской железной дороги при реконструкции Алтуфьевского шоссе. Позже железнодорожная ветка была демонтирована, на месте её прохождения под путепроводом до 2017 года располагался автосервис.
С конца 2000-х по конец 2010-х годов мачты освещения путепровода украшались трёхцветными (красно-сине-зелёными) гирляндами.
В 2022 году начался ремонт путепровода.

## Примечание
1. ↑  Москва (энциклопедия, 1980)